# プエルトジャーノ太陽熱発電所
プエルトジャーノ太陽熱発電所（プエルトジャーノたいようねつはつでんしょ）は、スペイン・カスティーリャ＝ラ・マンチャ州シウダー・レアル県プエルトジャーノ近郊に設置されている太陽熱発電所である。

## 1号機
1号機は2009年5月8日に完成した。敷地面積は約1.5 km2。集光方式はパラボラトラフ式を用いており、12万枚の放物線の形状の凹面反射鏡と、反射鏡で集めた光を吸収するための管1万3千本とを組み合わせて作成した、パラボラトラフ式集光器が352個使用されている。出力は50 MWである。

## 増強計画
2013年時点において、プエルトジャーノ太陽熱発電所は、さらに3つの発電設備を増設する計画が動き出していた。計画では、規模の異なった設備を組み合わせる予定であった。
2号機
出力72 MW（予定）
3号機
出力12.4 MW（予定）
4号機
出力50 MW（予定）